# ريشخوار (ميانكوه)
ريشخوار (بالفارسية: ریشخوار) هي قرية تقع في إيران في خراسان رضوي. يقدر عدد سكانها بـ 157 نسمة بحسب إحصاء 2016.